# اولوکیشلا
اولوکیشلا (به ترکی استانبولی: Ulukışla) شهری است در کشور ترکیه که در استان نیغده واقع شده‌است. جمعیت این شهر بر اساس سرشماری سال ۲۰۰۸ میلادی ۶٬۱۲۴ نفر و بر اساس برآوردهای سال ۲۰۰۹ میلادی ۷٬۲۶۹ نفر می‌باشد.